# Rayni Fox
Rayni Fox (Miami, 24 maggio 1956) è una tennista statunitense.

## Biografia
Durante la sua carriera giunse in finale nel doppio al Roland Garros nel 1977 perdendo contro la coppia composta da Regina Maršíková e Pam Teeguarden in tre set (5-7, 6-4, 6-2), la sua compagna nell'occasione era Helen Gourlay Cawley.
Nel doppio giunse poi ai quarti di finale nel US Open del 1974 esibendosi con Mona Schallau. Nel singolare il suo miglior piazzamento fu i quarti di finale conquistati nel dicembre del 1977 all'Australian Open dove perse per 6-3,6.0 contro Sue Barker.